# Chimarra banksi
Chimarra banksi är en nattsländeart som först beskrevs av Georg Ulmer 1907.  Chimarra banksi ingår i släktet Chimarra och familjen stengömmenattsländor. Inga underarter finns listade i Catalogue of Life.